# Molienda del café
La molienda o el molido del café es el proceso, tanto doméstico como industrial, de reducir el grano tostado a polvo para facilitar la preparación de la infusión usando para ello un molino o molinillo de café.
El objetivo fundamental de la molienda es que el rendimiento en el proceso de extracción para preparar el café bebida sea óptima.Los parámetros que caracterizan una molienda son el tamaño medio y la distribución de partículas.

## Aspectos fundamentales
Tamaño de partículas
Cada tipo de cafetera requiere un tamaño medio y una distribución diferente.
En la tabla adjunta se sintetizan estos datos: 
- La primera columna de datos es el tamaño medio en mm recomendado para cada tipo de cafetera.
- La 2ª columna es el n.º medio de partículas que hay en un gramo de café
- La 3ª la superficie externa en cm2/gr.
- A modo comparativo en la 1ª fila figuran los datos promedio para el café en grano

Distribución de partículas:

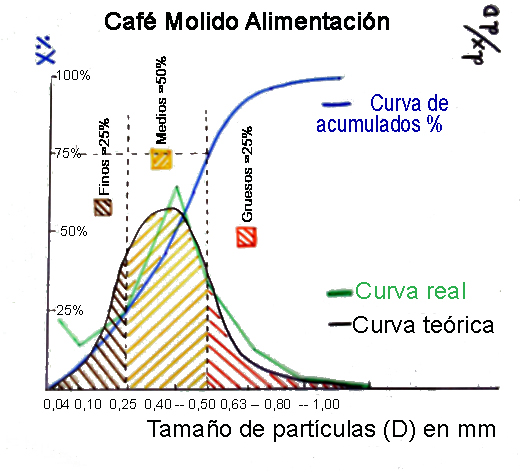
Gráfica de % de tamaño de partículas

Una molienda para café de uso doméstico en paquetes será tanto mejor cuanto más homogénea sea, es decir cuanto más se aproximen todas las partículas al tamaño deseado, o lo que es lo mismo cuanta menos dispersión tengan los datos de granulometría obtenidos por tamizado.
Si bien es importante en algunos métodos de extracción que existan gruesos para facilitar el paso del agua y finos para mejorar la extracción
La gráfica adjunta presenta una distribución típica en molino industrial, en ella:
La curva de acumulados nos da el porcentaje de café molido que pasa por el tamiz de malla correspondiente.
El área que hay debajo de la campana representa el 100% del café molido.
El área entre dos valores de ordenadas es el % entre dos tamices.
La molienda será tanto más homogénea cuanto más cerrada sea la campana, cuanto más abierta sea esta, peor será la molienda para uso doméstico.

## Calentamiento
El paso continuo del café por los elementos de molienda hace que estos y el café se calienten acortando la vida del molino y degradando el producto. Es imposible evitar este calentamiento, pero sí mitigarlo al máximo de forma que dañe lo menos posible al producto.
- Este calor se genera como consecuencia de que la energía suministrada para reducir el tamaño del grano no es utilizada en su totalidad para su fin, sino que parte de la energía cinética se transforma en energía calorífica.
- La refrigeración de los elementos de molienda es un factor determinante en la calidad del café molido.

## Merma
Si pesamos el café antes y después de la molienda encontramos que ha mermado del 0,5 al 1%. Esto se debe, por un lado, a la gran cantidad de anhídrido carbónico y a los compuestos aromáticos que se desprende en la molienda y por otra a los “finos” que perdemos en el transporte y almacenaje.
Sin embargo, incluso en los molinos y sistemas de transporte y almacenaje mejor carenados, se produce absorción de oxígeno. Se puede disminuir utilizando equipos que permitan trabajar bajo atmósfera inerte.

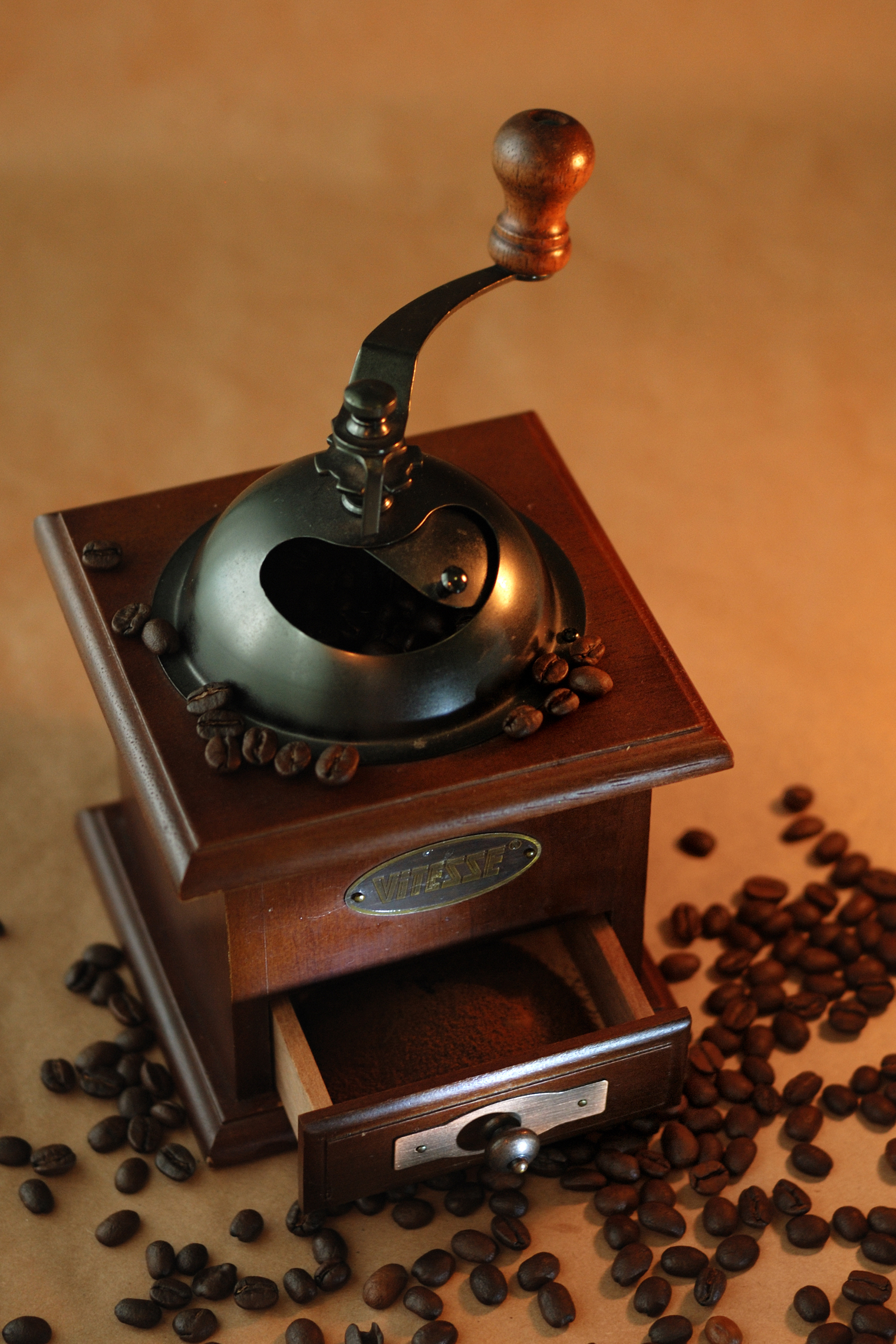
001 Coffee mill

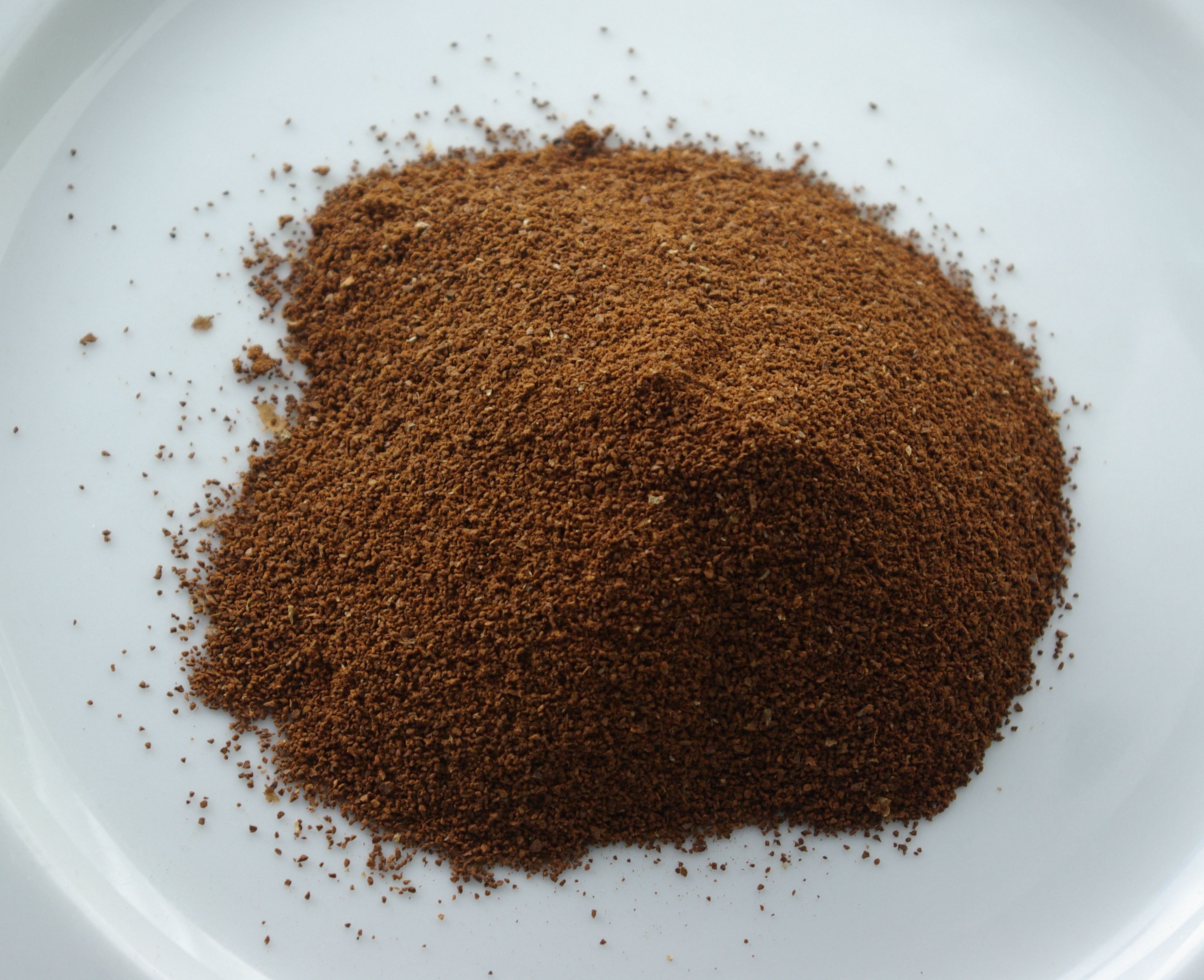
Café tostado y molido

### Factores que determinan el tamaño y la distribución de partícula
1. De diseño del molino:
  - Tipo del molino: (Rodillos, muelas, corona, etc)
  - N.º de rodillos: a más pasos de molienda, más uniformidad.
  - Diámetro de los rodillos: a mayor diámetro posibilidad de obtener más finos.
  - Relación de reducción de cada paso, para que cada paso haga su trabajo RR=tamaño medio de entrada/tamaño medio de salida.
  - Relación de velocidad entre los rodillos: los rodillos de la pareja no van a la misma velocidad, a más diferencia más finos, ya que aumenta la fuerza de cizalla.
  - Estriado de los rodillos: hay que tener en cuenta factores como el n.º de estrías por rodillo, la profundidad de la estría, el ángulo y el giro de la estría etc.
  - Refrigeración de los rodillos: a mayor temperatura de entrada del agua, peor molienda (y peor café)
2. De uso del molino:
  - Separación de los rodillos: esto que parece tan evidente a veces no lo es tanto, ya que si disponemos de un molino de rodillos de dos o más pasos la distribución y el trabajo realizado serán diferentes para diferentes combinaciones de separación de los distintos pares de rodillos.
  - Alineación de los rodillos, el control de galga debe asegurar la perfecta equidistancia a lo largo de todos los pares de los rodillos
  - Presión sobre los rodillos: a elementos más usados mayor dispersión de partículas (campana más abierta)
  - Estado de conservación de los rodillos: a dientes más usados mayor dispersión de partículas (campana abierta).
  - Limpieza de los rodillos: cuanto más limpios estén mejor será la distribución de partículas.
3. Del café:
  - Origen del café verde:[4]
    - A mayor uniformidad en el origen mejor molienda.
    - Los blends se muelen peor.
    - El robusta requiere más fuerza para una misma molienda que el arábica.

  - El café descafeinado requiere menos fuerza para una misma molienda, ya que es más poroso.
  - Criba del café: a más homogénea mejor molienda
  - Porcentaje natural/torrefacto:  a más natural, mejor molienda. Esto es porque el trabajo que debe realizarse el molino es mayor para el café torrefacto que para el café natural.
4. De las condiciones del café[5]:
  - Punto de tueste: a mayor tostación molienda más fácil (el trabajo a realizar es menor)
  - Tiempo de reposo del café tostado: En ambientes secos, los cafés recién tostados se muelen peor que los que han reposado unas horas ya que el café recién tostado es más blando comportándose más plásticamente por lo que se aplasta formando láminas al pasar por los rodillos moledores, sobre todo a partir del 2º par de rodillos.
  - Temperatura del producto. Aunque el café haya reposado, si aumenta la temperatura ambiente, el café se muele peor por las mismas razones .
  - Humedad: los cafés más húmedos se muelen peor por las mismas razones que acabamos de exponer.
  - Dureza y fragilidad del grano son consecuencia de todos los factores arriba mencionados a mayor dureza, mejor molienda. A mayor fragilidad, menor plasticidad y por tanto mejor molienda

## Evolución de la tecnología de molturación
- La molienda del café se realizaba hasta principios del siglo XX en el hogar. Una de las formas más tradicionales era hacerlo con el mortero.
- La molienda industrial del café, nace con la tecnología del vacío. En 1900 hasta 1914 la molienda del café industrial se realizó al 100% con molino de disco plano, este tipo de molino, que está basado en los antiguos molinos de piedra, presenta el inconveniente de que usado industrialmente la distribución de partículas no era homogénea. Este tipo de molino es el que se utiliza mayoritariamente en las tiendas que muelen el café ante el consumidor.
- Una variante es el de discos cónicos, que se utiliza no solo en tiendas sino también en pequeñas industrias o molidos especiales.
- En 1914 el ingeniero Jules Lepage, desarrolló los rodillos de corte complementario, uno presenta estrías de corte en el momento del corte de 90º.

### Evolución tecnológica en la molienda de café, desde Lepage, basada en mejorar el molino de rodillos y el de muelas
- Se han hecho girar a distintas velocidades aumentando la fuerza de cizalla.
- Se ha cambiado el ángulo de las estrías con respecto al eje de los rodillos.
- Se han aumentado el número de estrías con respecto al eje de los rodillos.
- Se ha mejorado la amortiguación de los rodillos.
- Se ha mejorado la refrigeración y la limpieza de los rodillos y muelas;
- Se ha incorporado sistemas de compactación.

Todo esto buscando siempre dos objetivos:
- Tratar mejor el producto
- Obtener una molienda más homogénea.

### Perdida de calidad del café una vez tostado

#### Factores que afectan al café tostado y molido
1. La humedad ambiente.
2. La pérdida del aroma.
3. El oxígeno del aire:
  - Oxidación de compuestos volátiles.
  - Oxidación de lípidos
4. Los olores foráneos.

#### Factores que afectan a la velocidad de degradación
1. La temperatura.
2. La luz.
3. Actividad del agua.
4. La presión parcial de O2
5. Perdida de CO2[6]
6. Concentración de oxidantes (ejem. Ion Fe)
7. Concentración de antioxidantes (ejem. CGA)
8. pH